# Achille Leclère

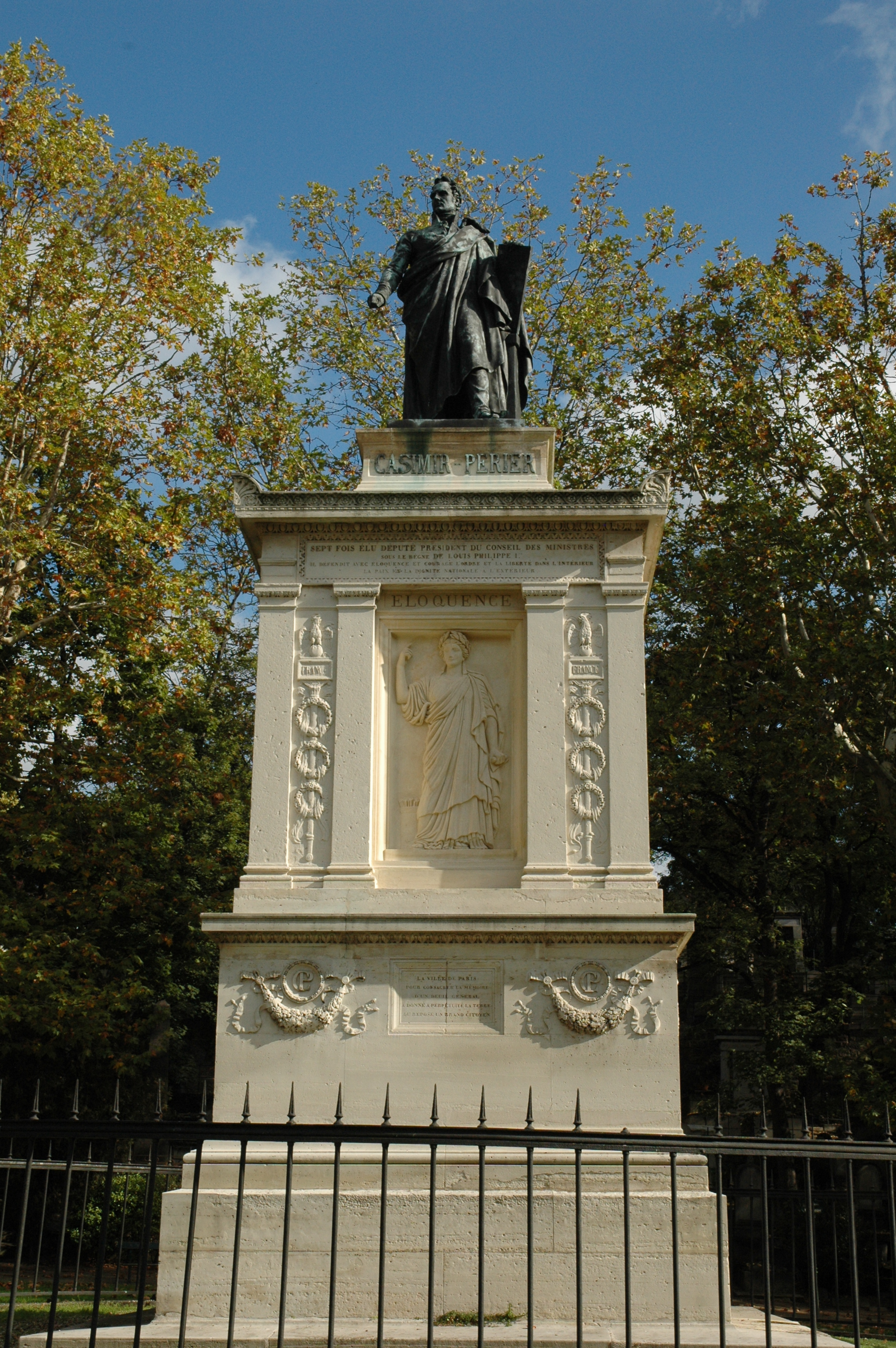
La tumba de
Casimir Perier.

Achille-François-René Leclère (29 de octubre de 1785 – 23 de diciembre de 1853) fue un arquitecto y profesor de arquitectura francés.
Achille Leclère estudió arquitectura bajo la educación de Charles Percier y Jean-Nicolas-Louis Durand. Después de terminar sus estudios, ganó en 1808, el Premio de Roma , siendo el tema final, "Baños Públicos en París".
En 1813, Leclère hizo una notable restauración del Panteón en Roma. De hecho, los dibujos arquitectónicos del Panteón de Achille Leclère son considerados por muchos como los mejores jamás hechos.
En 1815, abrió un conocido atelier de arquitectura donde se graduaron numerosos arquitectos, incluyendo los arquitectos francés Eugène Viollet-le-Duc, Paul Abadie, y Alfred Armand y el arquitecto inglés Richard Lane.
Fue elegido miembro de la Academia de Bellas Artes (Francia) del Instituto de Francia en 1831.